# ヤニ・アタナソフ
ヤニ・アタナソフ（Jani Atanasov、1999年10月31日 - ）は、北マケドニア・ストルミツァ出身のサッカー選手。KSクラコヴィア所属。ポジションはMF。

## クラブ経歴
2018年6月5日、北マケドニア1部リーグに所属していたFKアカデミヤ・パンデフでの活躍から、トルコのブルサスポルに引き抜かれた。同年8月11日、フェネルバフチェSKとの試合でプロデビューを果たした。
2020年9月8日、プルヴァHNLのHNKハイドゥク・スプリトに3年契約で移籍した。
2023年1月23日、KSクラコヴィアに3年半契約で移籍した。

## 代表経歴
2020年11月11日、2022 FIFAワールドカップ・ヨーロッパ予選のアルメニア代表戦で北マケドニア代表デビューを果たした。